# Jag kommer hem igen till jul (film)
Jag kommer hem igen till jul är en svensk julfilm som hade premiär den 8 november 2019. Filmen är regisserad av Ella Lemhagen och manuset är skrivet av Daniel Karlsson.

## Handling
Simon reser hem till Sverige för att fira julen tillsammans med sin familj. Hans bror Anders håller i en årlig julkonsert som Simon blir övertalad att vara med i. Under hans tid hemma väcks gamla minnen till liv och han blir konfronterad med begravda familjehemligheter.

## Rollista
| - Peter Jöback – Simon - Johannes Bah Kuhnke – Anders - Suzanne Reuter – Mona - Jennie Silfverhjelm – Jenny - Loa Falkman – Göran | - Anja Lundqvist – Anneli - Rennie Mirro – Igor - Anneli Martini – Elvy - Lars Väringer – Eje - Klara Zimmergren – Journalist |